# SWEET 19 BLUES (單曲)
《SWEET 19 BLUES》是安室奈美惠以個人名義在1996年8月21日發行的第7張單曲。

## 簡介
- 大熱同名專輯《SWEET 19 BLUES》的重發單曲，B面歌《Joy》同樣為重發單曲。
- 《Joy》為與m.c.A・T的二重唱，而在專輯當中則只是約長1分鐘的間奏曲。本作收錄的為歌曲全曲版本，因此嚴格來說亦不完全屬於重發單曲性質。本曲並未收錄於任何專輯，只收錄於本作當中。
- 與TOKIO的山口達也雙主演的電影《史上最大作弊戰爭》主題歌。
- 同一時期，以最年輕的女性歌手紀錄（當時18歲），於沖繩縣宜野灣市海濱公演野外劇場與千葉海洋球場舉行了「SUMMER PRESENTS '96 AMURO NAMIE with SUPER MONKEY'S」的體育場公演。最終日9月1日的千葉公演收錄於Live DVD「NAMIE AMURO FIRST ANNIVERSARY」（1996年12月4日發售），售出16萬張並獲得1997年Oricon公信榜年間VIDEO榜第2名，並獲得第11回日本金唱片大獎「年度最佳音樂錄像帶」。
- 於上述演唱會中的安可部分唱出了標題曲《SWEET 19 BLUES》，小室哲哉本人亦登場並彈奏了鍵盤樂器。安室當唱到本曲「誰都沒有印象的臉或許無意中被看見了」的時候更哭了。
- 累計出貨量65萬張。
- 本作的原版PV，時隔18年首次收錄在她最新個人抒情精選集《Ballada》中。
- 安室為抒情精選集《Ballada》重新錄製了《SWEET 19 BLUES》的全新New Vocal版本，并拍攝了新版MV。

## 收錄曲
1. SWEET 19 BLUES (STRAGHT RUN)
作詞・作曲・編曲：小室哲哉
弦樂編曲：Randy Waldman
2. SWEET 19 BLUES (KC DUB MIX)
3. Joy (STRAGHT RUN)
作詞＆RAP詞：m.c.A・T（名義） 作曲・編曲：富樫明生（名義）
4. Joy (EXTENDED SUMMERTIME MIX)

Mixed & Remixed by Keith "KC" Cohen